# 阿部正恒
阿部 正恒（あべ まさつね）は、江戸時代末期の大名、明治時代の華族。佐貫阿部家の9代目当主で、上総佐貫藩第8代（最後）藩主、同藩初代（最後）知藩事。位階は従三位。

## 生涯
天保10年（1839年）9月29日、第7代藩主阿部正身の妾腹の長男（庶長子）として生まれる。嘉永7年（1854年）閏7月25日、父の隠居により家督を継ぎ、12月に従五位下・因幡守に叙任される。
安政5年（1858年）の徳川家茂将軍就任式に列席してその様子を「勤書」として書き残している（国立史料館所蔵「阿部家文書」所収）翌6年（1859年）8月に竹橋門番に任じられ、12月に江戸城本丸普請を担当した。後に日光祭礼奉行代にも任じられている。元治元年（1864年）7月に駿河守に遷任する。慶応4年（1868年）の戊辰戦争では、旧幕府軍の脱走兵で構成された徳川義軍府に対して援軍を送り、これに反対した家老を粛清するなどして新政府と敵対したが、敗退して新政府に武器弾薬を差し出して降伏し、勝隆寺で謹慎を命じられた。そして10月に罪を許されている。
明治2年（1869年）6月、版籍奉還により佐貫藩知事に任じられ、明治4年（1871年）5月に佐貫城は廃城となった。7月の廃藩置県で知藩事を免職される。1881年（明治14年）7月5日に隠居し、家督は嗣子の正敬が継承した。
1899年（明治32年）10月に従三位に昇叙されたが、同月に死去した。享年61。

## 系譜
父母
- 阿部正身（父）
- 服部氏 ー 側室（母）

正室
- 五島朝子 ー 五島盛成の四女

子女
- 阿部正敬（次男）
- 阿部興 ー 五島盛主正室
- 阿部綾子 ー 真田幸世正室